# Lista över landssekreterare i Östergötlands län
Detta är en lista över landssekreterare i Östergötlands län.

## Landssekreterare i Östergötlands län
Landssekreterare i Östergötlands län.
| Ämbetstid | Namn                              | Levnadstid |
| --------- | --------------------------------- | ---------- |
| 1666      | Johannes Johannis Casimirus       |            |
| 1678      | Olavus Jonæ Linman                | 1694       |
| 1707–1711 | Nils Stedt                        | 1679–      |
| 1711–1721 | Johan Stenholm                    | 1677–1743  |
| 1722–1737 | Carl Stenholm                     |            |
| 1738–1748 | Sven Maull                        | 1704–1748  |
| 1748–1774 | Samuel Torpadius                  | 1714–1786  |
| 1774–1777 | Anders Wilhelm Pereswetoff-Morath | 1748–1817  |
| 1813–1835 | Fredrik Carl Pereswetoff-Morath   | 1789–1851  |
| 1823–1849 | Gustaf Nordström                  | 1795–1855  |
| 1850–1859 | Fredrik Holmqvist                 | 1811–1876  |
| 1867–1895 | Jakob Adolf Vallenberg            | 1827–1895  |
| 1895–1914 | Claës De Frese                    | 1845–1914  |
| 1915–1918 | Ernst Thorin                      | 1869–1943  |
| 1919–1840 | Volrad von der Lancken            | 1876–1940  |
| 1941–1952 | Algot Pehardt                     | 1886–1963  |
| 1952–1963 | Nils Rosenius                     | 1898–1972  |
| 1963–1971 | Åke Lindeberg                     | 1907–2000  |